# Территориальные войска Республики Казахстан
Территориальные войска Республики Казахстан (каз. Қазақстан Республикасының аумақтық əскерлері) — воинские части и подразделения (формирования) территориальной обороны, являющиеся составной частью Вооружённых сил Республики Казахстан, предназначенные для выполнения соответствующих задач в пределах границы административно-территориальной единицы Республики Казахстан.

## История
С 6 ноября 2001 года (секретным) Указом президента Республики Казахстан № 718с «Об организации территориальной обороны Республики Казахстан» регламентировался порядок организации территориальной обороны Республики Казахстан.
25 декабря 2015 года президентом Республики Казахстан был подписан Указ, которым утверждена «Концепция интеграции системы территориальной обороны в общую систему обеспечения военной безопасности Республики Казахстан», в ней предусматривалось создание территориальных войск и их интеграцию в общую систему обороны страны.
24 марта 2016 года постановлением Правительства Республики Казахстан создано Главное управление территориальной обороны ВС РК – рабочий орган Генерального штаба ВС РК.
7 мая 2017 года в военном параде, посвященном 25-летию образования Вооруженных Сил, впервые принял участие сводный парадный расчет бригад территориальной обороны Восточно-Казахстанской, Южно-Казахстанской областей и города Астаны.
13 июня 2017 года подписан Закон Республики Казахстан «О внесении изменений и дополнений в некоторые законодательные акты Республики Казахстан по вопросам обороны и воинской службы», который законодательно реформировал, в том числе, организацию территориальной обороны страны.
29 сентября 2017 года Указом президента Республики Казахстан № 554 утверждена «Военная доктрина Республики Казахстан».

## Цели и задачи
Целями создания сил территориальной обороны являются придание обороне всенародного характера; повышение возможности военной организации государства по защите суверенитета и территориальной целостности; созданий условий для устойчивого функционирования государственных органов и организаций, экономики, объектов инфраструктуры и жизнедеятельности населения при возникновении военной угрозы и в военное время.
Законом Республики Казахстан «Об обороне и Вооруженных Силах Республики Казахстан» определяется, что территориальная оборона Республики Казахстан является совокупностью мероприятий, осуществляемых Правительством Республики Казахстан в целях защиты населения, объектов и коммуникаций Республики Казахстан от действий противника, диверсионных актов или актов терроризма, а также введения и обеспечения режимов чрезвычайного или военного положения.
Общие задачи и система организации территориальной обороны определяются Верховным главнокомандующим ВС РК — президентом Республики Казахстан.
Для выполнения задач территориальной обороны местными исполнительными органами обеспечивается содержание территориальных войск. В целях введения и обеспечения режима чрезвычайного положения, а также ликвидации чрезвычайных ситуаций природного и техногенного характера и их последствий осуществляется специальное развертывание территориальных войск. Для обеспечения территориальной обороны государственными органами и организациями независимо от формы собственности создаются специальные формирования.
В «Концепции интеграции системы территориальной обороны в общую систему обеспечения военной безопасности Республики Казахстан» предусматривается:
- создание территориальных войск, как резервного компонента Вооруженных Сил Республики Казахстан;
- организация специального развертывания территориальных войск при введении режима чрезвычайного положения, ликвидации чрезвычайных ситуаций природного и техногенного характера и их последствий;
- организация территориальной обороны в целях введения и обеспечения режимов чрезвычайного или военного положения;
- организация охраны и обороны в период военного положения и в военное время государственных и военных объектов, объектов, обеспечивающих жизнедеятельность населения силами специальных формирований, путем перевода частных охранных организаций на штаты военного времени.

Военной доктриной Республики Казахстан предусматривается, что:

45. При применении противником «гибридных» методов борьбы государственные органы и организации, входящие в состав военной организации государства, применяют адекватные меры по противодействию политико-дипломатическим, экономическим, правовым, информационным, идеологическим, а также другим невоенным средствам, направленным на дестабилизацию обстановки в Республике Казахстан.
46. В условиях ведения противником скрытых действий, направленных на дестабилизацию обстановки в государстве, в том числе с использованием сил специальных операций (специального назначения), частных военных, охранных компаний, а также террористических, экстремистских организаций и сепаратистских движений, Вооруженными Силами, другими войсками и воинскими формированиями будут проводиться специальные операции для пресечения их деятельности.
— «Военная доктрина Республики Казахстан».

## Структура
Ставка Верховного Главного командования Вооруженных Сил Республики Казахстан в период мобилизации, военного положения, военное время общее руководство территориальной обороной осуществляет через Генеральный штаб Вооруженных Сил Республики Казахстан.
Министерство обороны является уполномоченным органом и отвечает за проведение единой государственной политики в области территориальной обороны, в пределах своей компетенции контролирует деятельность центральных государственных и местных исполнительных органов по вопросам территориальной обороны. 
Генеральный штаб координирует планирование территориальной обороны, организует действия сил и средств, участвующих в выполнении задач территориальной обороны, осуществляет общее руководство территориальными войсками. 
Главное управление территориальной обороны Вооруженных Сил Республики Казахстан (ГУТО ВС РК) является рабочим органом Генерального штаба и осуществляет общее руководство территориальными войсками, организует взаимодействие с войсками Вооруженных Сил, силами и средствами специальных государственных и правоохранительных органов, других войск и воинских формирований Республики Казахстан, участвующих в выполнении задач территориальной обороны, осуществляет контроль и координацию деятельности местных исполнительных органов по вопросам территориальной обороны.
Местные исполнительные органы областей, города республиканского значения, столицы  осуществляют непосредственное руководство воинскими частями и подразделениями территориальной обороны в соответствующих административно-территориальных единицах, обеспечивают содержание территориальных войск и оснащение их запасами материально-технических средств. Непосредственное руководство территориальной обороной осуществляют акимы областей, города республиканского значения, столицы.
Бригада территориальной обороны включает в себя подразделения для охраны объектов, а также целевые подразделения — инженерно-саперный батальон, автотранспортный батальон. В обычное время штат бригад состоит из 15—21 человек: одного военнослужащего и остальных военнообязанных.